# İlyas Tarhan
İlyas Ümer oğlu Tarhan (ros. Ильяс Умерович Тархан, ur. 1900 we wsi Korbiek (obecnie Izobilnoje) w guberni taurydzkiej, zm. 17 kwietnia 1938 w Symferopolu) – krymskotatarski radziecki dziennikarz i polityk.

## Życiorys
W 1919 został członkiem RKP(b), 1923-1924 redagował jedną z młodzieżowych gazet krymskotatarskich, później był funkcjonariuszem partyjnym w Sudaku i Bakczysaraju. Od 20 lutego 1931 do 9 września 1937 był przewodniczącym CIK Krymskiej ASRR, jednocześnie od 1931 do 1936 redagował jedno z pism tej republiki. W 1934 został członkiem Związku Pisarzy ZSRR i przewodniczącym Związku Pisarzy Krymu. 8 września 1937 podczas wielkiego terroru został aresztowany, następnie skazany na śmierć na sesji wyjazdowej Wojskowego Kolegium Sądu Najwyższego ZSRR pod zarzutem bycia jednym z kierowników antyradzieckiej szpiegowsko-dywersyjnej organizacji terrorystycznej i rozstrzelany. 24 listopada 1956 pośmiertnie zrehabilitowany przez Sąd Najwyższy ZSRR.